# 에오신

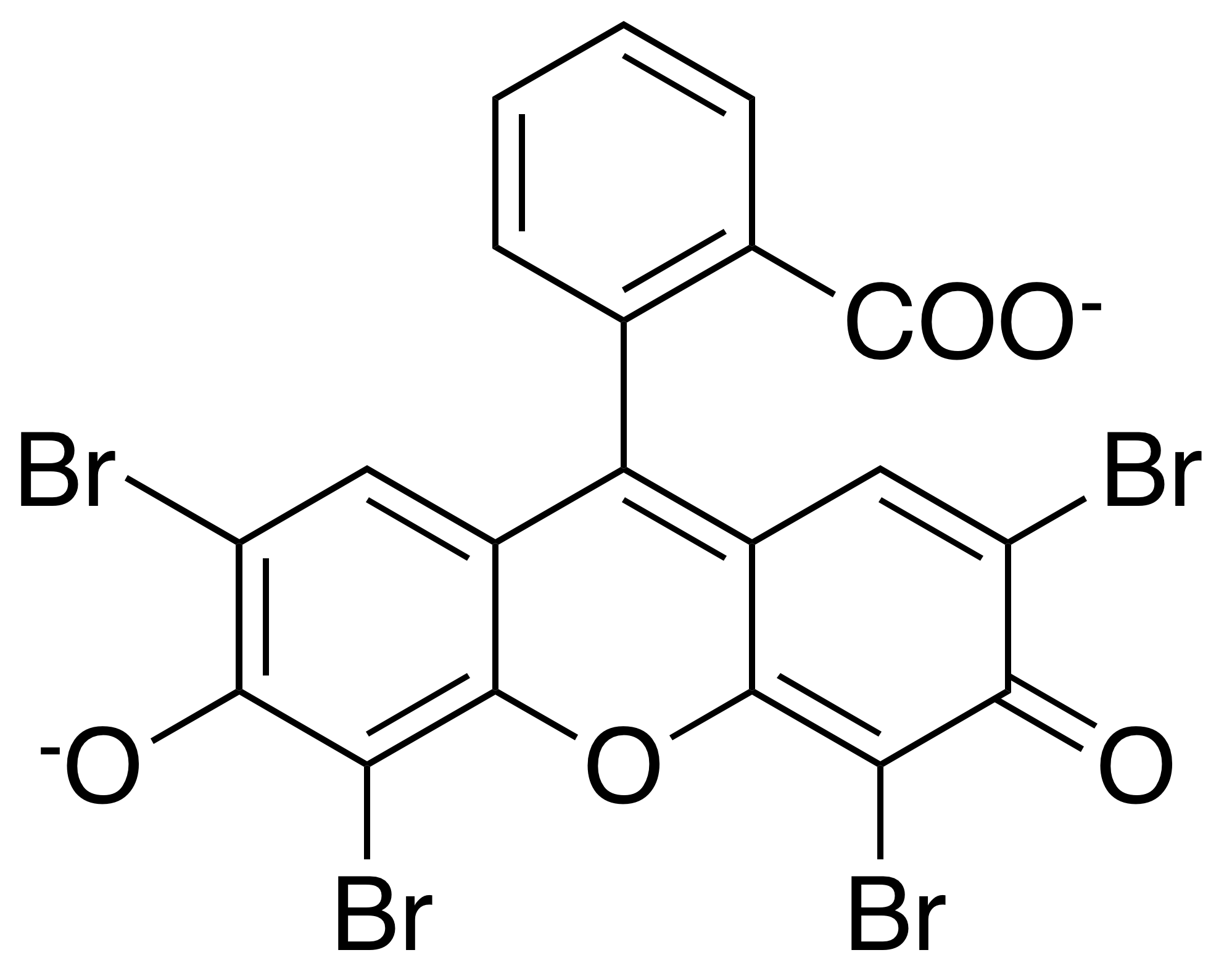
에오신 Y

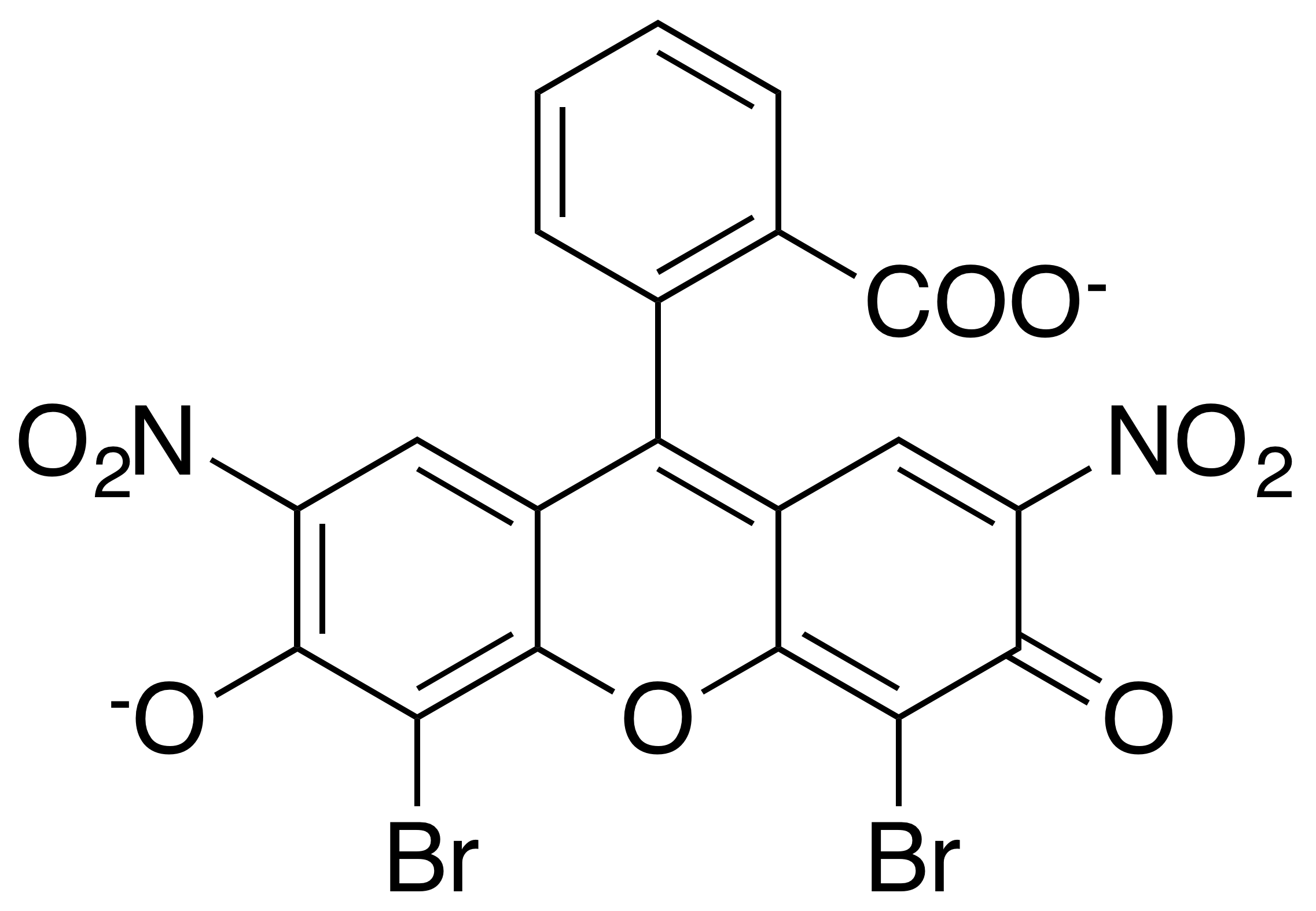
에오신 B

에오신(Eosin)은 아르기닌 및 라이신과 같은 아미노산 잔기를 포함하는 단백질과 같은 염기성 또는 호산구성 화합물에 결합하여 염을 형성하고 브로민 작용의 결과로 암적색 또는 분홍색으로 염색하는 여러 형광 산성 화합물의 이름이다. 세포질의 단백질을 염색하는 것 외에도 현미경 검사를 위해 콜라겐과 근육 조직을 염색하는 데 사용한다. 에오신으로 쉽게 염색되는 구조를 호산구성(Eosinophilic)이라고 한다. 조직학 분야에서 에오신 Y는 조직학적 염색으로 가장 많이 사용되는 에오신의 형태이다.  

## 어원
에오신은 발명가 Heinrich Caro가 소꿉친구 Anna Peters의 별명(에오스)을 따서 명명했다.

## 변형
실제로 일반적으로 에오신이라고 하는 매우 밀접하게 관련된 두 가지 화합물이 있다. 조직학에서 가장 자주 사용되는 것은 에오신 Y(Eosin Y ws, Eosin yellowish, Acid Red 87, CI 45380, bromoeosine, bromofluoresceic acid, D&C Red No. 22 라고도 함)이다. 다른 에오신 화합물은 에오신 B(Eosin bluish, Acid Red 91, CI 45400, Saffrosine, Eosin Scarlet, Imperial red라고도 함)이다입. 이것은 매우 희미한 푸른 빛을 띠고 있다. 두 염료는 서로 바꿔 사용할 수 있으며 둘 중 하나를 사용할 수도 있다.
에오신 Y는 플루오레세인의 테트라브로모 유도체이다. 에오신 B는 플루오레세인의 디브로모 디니트로 유도체이다.

## 용도

### 조직학에서 용도

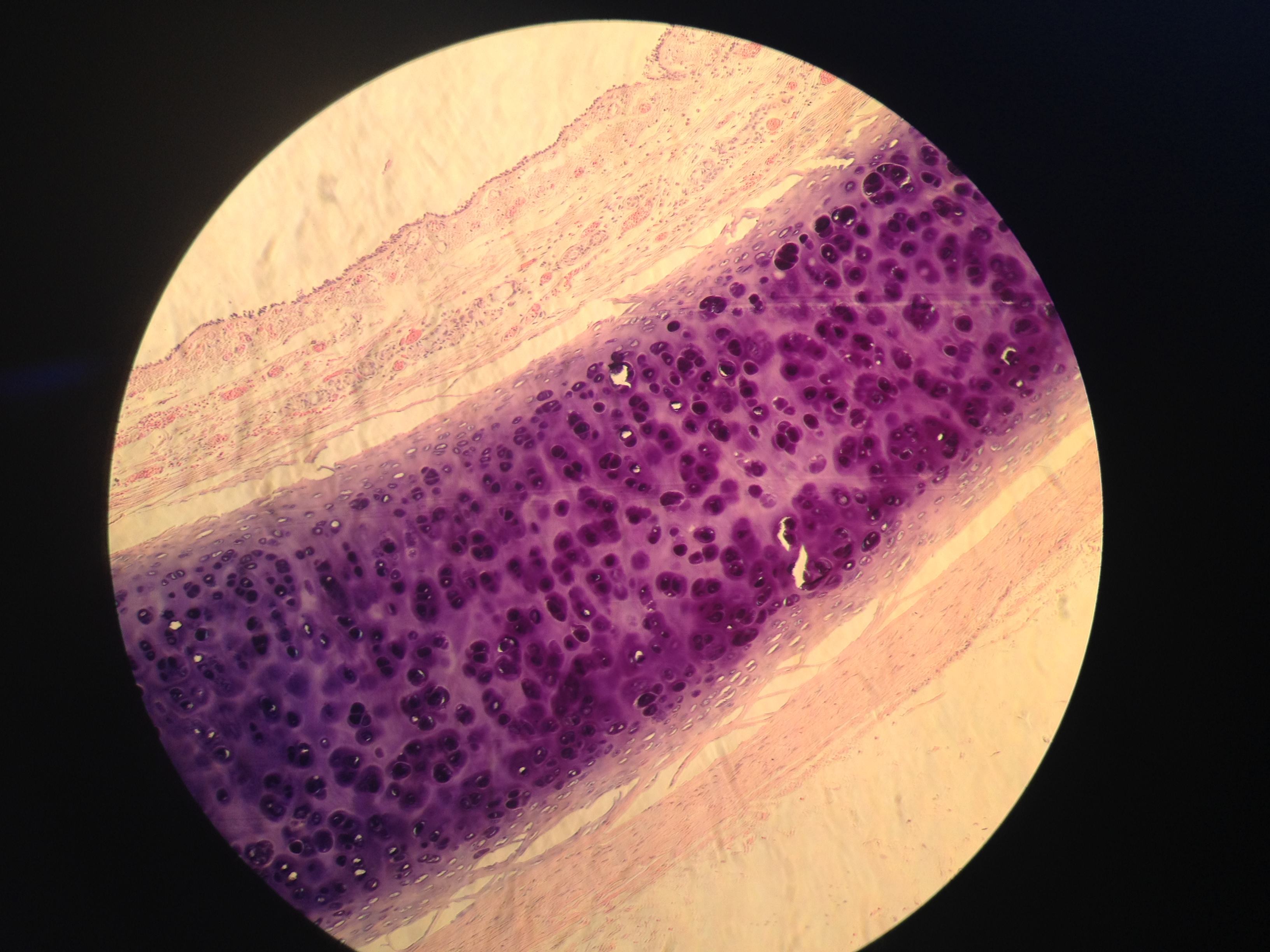
헤마톡실린과 에오신으로 염색한 기관 샘플

에오신은 H&E 염색(헤마톡실린 및 에오신)에서 헤마톡실린에 대한 대조 염색으로 가장 자주 사용된다. H&E 염색은 조직학에서 가장 일반적으로 사용되는 기술 중 하나이다. 헤마톡실린과 에오신으로 염색된 조직은 세포질을 분홍색-주황색으로 염색하고 핵은 파란색 또는 보라색으로 어둡게 염색한다. 또한 적혈구를 붉게 염색시킨다.
염색을 위해 에오신 Y는 일반적으로 물 또는 에탄올에 용해된 1~5%의 농도로 사용된다. 수용액에서 곰팡이 증식을 방지하기 위해 때때로 티몰이 첨가된다. 낮은 농도(0.5%)의 아세트산은 일반적으로 조직에 더 붉은 얼룩을 준다.
IARC 3급 발암물질로 지정되어 있다.

## 같이 보기
- H&E 염색
- 머큐로크롬